# Jolanda Keizer
Jolanda Keizer (Amsterdam, 5 april 1985) is een Nederlandse voormalige meerkampster. Haar belangrijkste succes behaalde zij op 6 maart 2009, toen ze zilver won op de vijfkamp tijdens de Europese indoorkampioenschappen in Turijn. Eerder haalde ze zilver in de zevenkamp op de EK voor atleten tot 23 jaar in juli 2007.
Later dat jaar debuteerde zij in deze discipline op de wereldkampioenschappen, terwijl zij in 2008 deel uitmaakte van de Nederlandse olympische ploeg op de Olympische Spelen in Peking. Daar veroverde ze op de zevenkamp een achtste plaats.

## Biografie

### Zwemmen als basis
De in de Amsterdamse Baarsjes opgegroeide atlete startte op vijftienjarige leeftijd met atletiek. Tot dan was zij als zwemster actief bij de Amsterdamse Zwemvereniging De Dolfijn. Als zwemster kon zij haar energie niet helemaal kwijt. In haar zoektocht naar een nieuwe uitdaging kwam zij ten slotte eerst bij de atletiekvereniging Blauw Wit terecht en later AAC. Begin 2007 stapte zij na een meningsverschil over de benadering van topsport met haar persoonlijke trainer Guido Bonsen over naar Phanos in het Olympisch Stadion in Amsterdam, waar zij het sindsdien naar haar zin had. Na de breuk met haar persoonlijke trainer keerde zij in 2010 echter weer terug op haar oude stek bij AAC.

### Eerste internationale ervaring
Keizer deed in 2005 haar eerste ervaring op tijdens een groot internationaal toernooi bij de Europese kampioenschappen voor atleten onder 23 jaar in Erfurt. Zij behaalde er op de zevenkamp achter winnares Laurien Hoos een verdienstelijke zesde plaats met een persoonlijk record (PR)-totaal van 5760 punten.
Op 17 en 18 mei 2007 overschreed de Amsterdamse atlete haar PR ruimschoots. Tijdens het Nederlands kampioenschap meerkamp in Sittard veroverde Jolanda Keizer met een puntenscore van 6092 de gouden medaille. Hierbij versloeg zij de kampioene van vorig jaar, Bregje Crolla. Met dit puntentotaal kwalificeerde Keizer zich zowel voor deelname aan de EK voor atleten onder 23 jaar in Debrecen in juli als de wereldkampioenschappen in Osaka in augustus.

### Zilver in Debrecen met gouden puntentotaal
Tijdens de EK voor atleten onder 23 jaar in Debrecen behaalde Jolanda Keizer een zilveren medaille. Ze deed dit met eenzelfde puntentotaal (6219) als de winnares Viktorija Zemaityte. Met dit puntentotaal, een persoonlijk record, nomineerde ze zich voor de Olympische Spelen van 2008 in Peking.
Had Jolanda Keizer dit PR een maand later in Osaka opnieuw met minstens 25 punten verbeterd, dan zou zij op de WK bij de beste tien zijn geëindigd, een doel dat zij zichzelf voorafgaand aan dit toernooi had gesteld. Zover kwam het evenwel niet. Desondanks kan de in 2007 omhooggeschoten meerkampster met voldoening terugzien op dit WK, waarin zij met een zeer goede 6102 punten, haar op een na beste meerkamp ooit, als eerste Nederlandse op de veertiende plaats eindigde.

### Derde aller tijden
Inmiddels had Jolanda Keizer, eerstejaars studente sportmarketing aan de Johan Cruyff University, zich op de allertijdenlijst op een derde plaats genesteld, achter Karin Ruckstuhl en Laurien Hoos. Ook was er, een jaar nadat Bonsen haar trainer werd, buiten de atletiekbaan intussen een relatie opgebloeid tussen Jolanda Keizer en Guido Bonsen en verruilde het stel eind 2006 Amsterdam voor Haarlem, waar Bonsen een baan had bij de gemeente als manager van grote bouwprojecten.

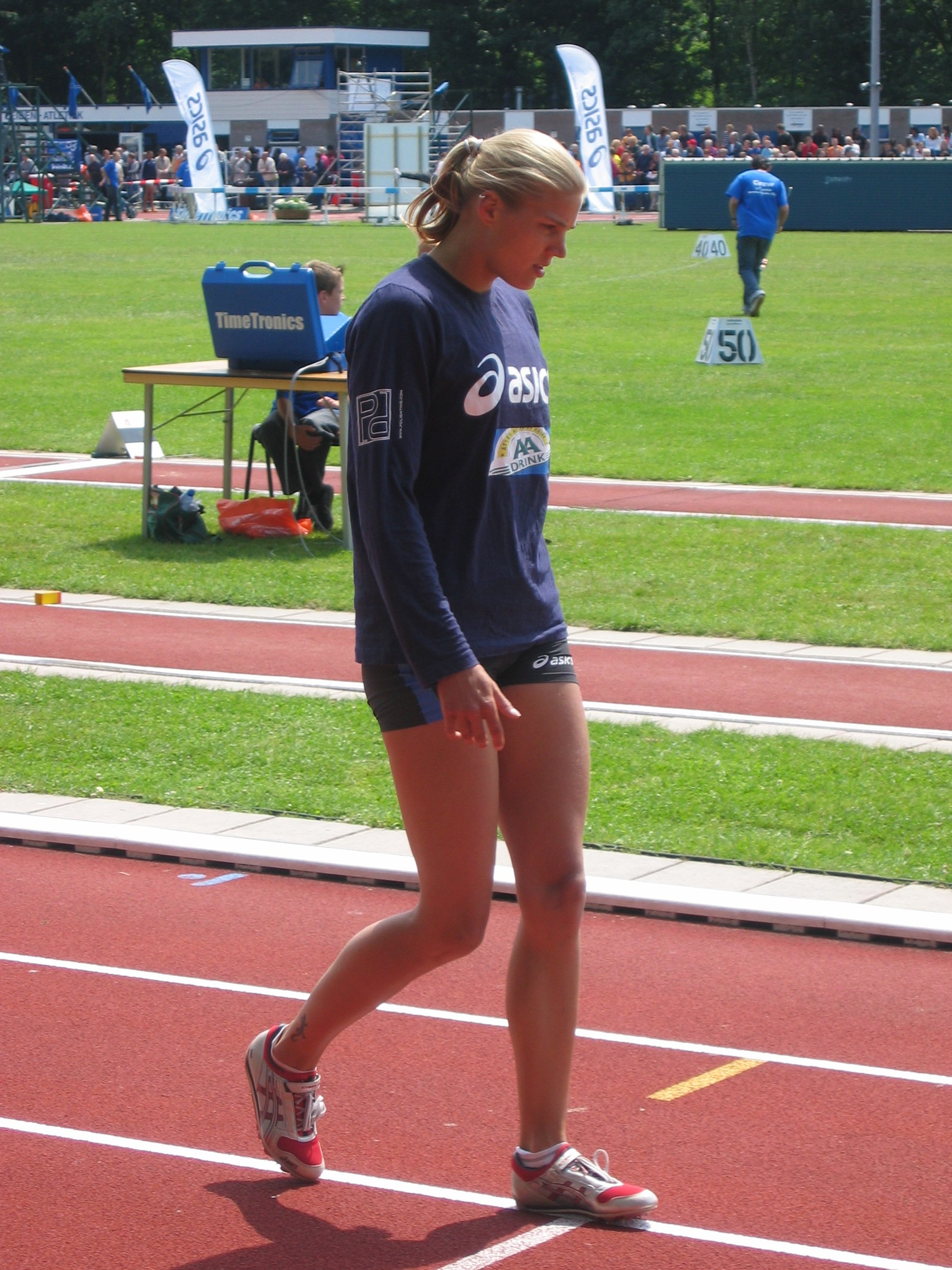
Bij de Gouden Spike in Leiden in 2008 was het zelfvertrouwen nog ver te zoeken

### Op weg naar Peking
Na een heel goede wintertraining leek de opstap naar Peking een formaliteit. De Haarlemse meerkampster hoefde op basis van haar prestatie in Debrecen slechts vormbehoud te tonen en daarvoor was een score van 5800 punten voldoende. De traditionele Hypo-Meeting in het Oostenrijkse Götzis was uitgekozen als de plaats waar het olympische ticket zou worden veiliggesteld. Maar dat viel tegen. Keizer had namelijk in de aanloop ernaartoe last gekregen van een keelontsteking en die liet zich moeilijk bestrijden. Twee antibioticakuren waren nodig om van dit ongemak af te komen. "Ik ben zes weken bezig geweest tegen een infectie te strijden. Behoorlijk frustrerend." In Götzis bleek ze hiervan nog onvoldoende hersteld en toen ze bij het verspringen ook nog eens driemaal ongeldig sprong, vielen haar plannen in duigen. Een pijnlijke ervaring, die enige tijd doorwerkte op haar prestaties in wedstrijden die volgden. Bij de Gouden Spike in Leiden, medio juni, had ze haar draai duidelijk nog niet gevonden. De 14,41 op de 100 m horden en 5,73 m ver gaven haar bepaald nog niet het vertrouwen terug, waarnaar zij zo driftig op zoek was.
Een maand na Götzis viel echter alles op zijn plaats. Tijdens de Europacupmeerkamp in de Super League in Hengelo was Keizer weer helemaal fit en presteerde als vanouds. Zeker nadat ze bij het verspringen een sprong van 5,91 had geproduceerd. "Ik ben nu een heel andere atleet dan twee weken geleden. Daar voelde ik me gewoon slecht en absoluut niet scherp. Nu was ik dat zeker wel", aldus een opgeluchte Jolanda Keizer, die de meerkamp afsloot met 6105 punten, haar tweede score ooit. "Kennelijk is dit nu mijn basisniveau." Met hooggespannen verwachtingen reisde zij korte tijd later af naar Fukuoka, waar de Nederlandse atletiekploeg zich ging voorbereiden op de Spelen. "Ik wil in Peking in ieder geval een persoonlijk record scoren en vanzelfsprekend strijden voor wat ik waard ben."

### Eén na beste Nederlandse meerkampster ooit
Op de Olympische Spelen in Peking was Keizer uitstekend op dreef. Op de eerste dag van de zevenkamp verbeterde de Haarlemse haar persoonlijke records op drie van de vier onderdelen. Hierdoor stond ze aan het einde van die dag zelfs op een zevende plaats, met uitzicht op een eindklassering bij de eerste zes. Op de tweede dag kwamen daar nog twee pr's bij: op verspringen kwam ze met een afstand van 6,15 verder dan ooit, leverde ze bij het speerwerpen vervolgens iets in, waarna opnieuw een pr-prestatie op de 800 m haar op een puntentotaal bracht van 6370 punten, een verbetering van haar persoonlijke record met 151 punten en de op een na beste meerkamp ooit van een Nederlandse atlete. Ze eindigde als negende in het eindklassement. De wedstrijd werd gewonnen door de Oekraïense Natalja Dobrynska met 6733 punten. Enkele dagen later werd bekend, dat de nummer twee van de olympische zevenkamp, Ljoedmila Blonska, was betrapt op doping. De Oekraïense werd door het IOC direct bestraft en moest haar zilveren medaille weer inleveren. Hierdoor werd de hele uitslag met één plaats naar boven toe gecorrigeerd en kwam Keizer uiteindelijk op de achtste plaats terecht.
Aan het einde van het jaar 2008 vonden er nog een viertal memorabele gebeurtenissen plaats: Jolanda Keizer slaagde voor haar motorrijbewijs, aan de Johan Cruijff University slaagde ze voor haar propedeuse commerciële economie, in haar tegenwoordige woonplaats Haarlem werd ze gekozen tot sportvrouw van het jaar en ten slotte viel half december de uitnodiging voor deelname aan de Europese indoorkampioenschappen in Turijn, in maart 2009, bij haar in de bus.

### 2009: zilver op EK indoor
In de aanloop naar de EK indoor liet Jolanda Keizer al snel zien, dat zij goed had overwinterd. Op 31 januari trad ze aan voor een wedstrijd in het gloednieuwe Omnisportcentrum in Apeldoorn, waar ze haar indoor-PR bij het kogelstoten aanzienlijk bijstelde naar 15,13 m, vrijwel gelijk aan haar beste prestatie buiten. Enkele weken later was zij opnieuw present bij de eerste Nederlandse indoorkampioenschappen op eigen bodem sinds negen jaar en andermaal toonde ze aan uitstekend op dreef te zijn. Op de eerste dag won ze het verspringen met een respectabele 6,08, weer een indoor-PR, waarna ze bij het kogelstoten een bronzen medaille veroverde. Op de tweede dag liep ze ten slotte op de 60 m horden naar een zesde plaats in 8,67 en ook dat was een PR-prestatie.
Een week later veroverde ze in hetzelfde Omnisportcentrum ook de Nederlandse titel op het NK Vijfkamp. Met een persoonlijk record van 4405 punten, ondersteund door drie onderdeel-PR's, was ze afgetekend de beste. Slechts het verspringen won ze niet.
Op 6 maart behaalde ze bij het Europees indoorkampioenschap in Turijn haar eerste medaille bij een seniorentoernooi, namelijk een zilveren medaille met een persoonlijk record op de vijfkamp van 4644 punten. Binnen de vijfkamp noteerde ze persoonlijke records bij het kogelstoten, hoogspringen (evenaring outdoorrecord) en verspringen. Op de 800 m was het een persoonlijk indoorrecord. Van de Nederlandse meerkampsters heeft alleen recordhoudster Karin Ruckstuhl ooit meer punten gescoord.

### Tegenslag
Vanwege de behaalde indoorresultaten begon Keizer met enthousiasme aan het outdoorseizoen. Tijdens de seizoensopener, de jaarlijkse wedstrijden om de Ter Speckebokaal in Lisse, zag het er dan ook veelbelovend uit: op de 100 m horden bleef ze slechts 0,02 seconden verwijderd van haar in Peking gevestigde PR, terwijl ze zich op kogelstoten met 15,61 flink verbeterde. Daarna kwamen er echter wat fysieke klachten. Niets ernstigs, zo leek het, maar voldoende om haar te doen besluiten om de Hypo Meeting in Götzis te laten schieten. Een MRI-scan wees begin juni echter uit, dat er toch meer aan de hand was: er was sprake van een stressfractuur in haar heup, op de plek waar zowel de buikspieren als de adductoren hechten. Dat hield in dat zij tot eind juni 2009 geen atletiekdisciplines mocht beoefenen. Door die gedwongen rustperiode zag de Haarlemse haar deelname aan de WK in Berlijn niet meer zitten en viel in feite haar hele seizoen in het water.

## Nederlandse kampioenschappen
Outdoor
| Onderdeel | Jaar |
| --------- | ---- |
| zevenkamp | 2007 |

Indoor
| Onderdeel   | Jaar |
| ----------- | ---- |
| verspringen | 2009 |
| vijfkamp    | 2009 |

## Statistieken

### Persoonlijke records
Outdoor
| Onderdeel    | Prestatie | Datum               | Plaats |
| ------------ | --------- | ------------------- | ------ |
| 200 m        | 23,97 s   | 15 augustus 2008    | Peking |
| 800 m        | 2.15,21 s | 16 augustus 2008    | Peking |
| 100 m horden | 13,83 s   | 25 augustus 2007    | Osaka  |
| hoogspringen | 1,83 m    | 15 augustus 2008    | Peking |
| verspringen  | 6,15 m    | 16 augustus 2008    | Peking |
| kogelstoten  | 15,61 m   | 9 mei 2009          | Lisse  |
| speerwerpen  | 45,79 m   | 3 juli 2011         | Toruń  |
| zevenkamp    | 6370 p    | 15/16 augustus 2008 | Peking |

Indoor
| Onderdeel    | Prestatie | Datum            | Plaats    |
| ------------ | --------- | ---------------- | --------- |
| 200 m        | 25,60 s   | 19 februari 2005 | Gent      |
| 800 m        | 2.18,63 s | 6 maart 2009     | Turijn    |
| 60 m horden  | 8,63 s    | 22 februari 2009 | Apeldoorn |
| hoogspringen | 1,83 m    | 6 maart 2009     | Turijn    |
| verspringen  | 6,20 m    | 6 maart 2009     | Turijn    |
| kogelstoten  | 15,46 m   | 6 maart 2009     | Turijn    |
| vijfkamp     | 4644 p    | 6 maart 2009     | Turijn    |

### Prestatieontwikkeling
| Jaar | Zevenkamp | Vijfkamp |
| ---- | --------- | -------- |
| 2002 | 4197      | -        |
| 2003 | 4807      | 3310     |
| 2004 | 5366      | 3583     |
| 2005 | 5760      | 3878     |
| 2006 | 5584      | -        |
| 2007 | 6219      | -        |
| 2008 | 6370      | -        |
| 2009 | -         | 4644     |
| 2010 | -         | -        |
| 2011 | 5804      | -        |

### Opbouw PR meerkamp en potentie op basis van persoonlijk records
In de tabel staat de uitsplitsing van het persoonlijk record op de zevenkamp. In de kolommen ernaast staat ook het potentieel record, met alle persoonlijke records op de losse onderdelen en de bijbehorende punten.
|              | Uitsplitsing PR | Uitsplitsing PR | Uitsplitsing PR |              | Potentieel record | Potentieel record |
| Onderdeel    | Prestatie       | Wind (m/s)      | Punten          | Pers. record | Punten            |                   |
| ------------ | --------------- | --------------- | --------------- | ------------ | ----------------- | ----------------- |
| 100 m horden | 13,90           | +0,0            | 993             | 13,83        | 1003              |                   |
| hoogspringen | 1,83            |                 | 1016            | 1,83         | 1016              |                   |
| kogelstoten  | 15,15           |                 | 871             | 15,61        | 902               |                   |
| 200 m        | 23,97           | +0,0            | 984             | 23,97        | 984               |                   |
| verspringen  | 6,15            | +0,5            | 896             | 6,39 1       | 972               |                   |
| speerwerpen  | 42,76           |                 | 720             | 45,79        | 779               |                   |
| 800 m        | 2.15,21         |                 | 890             | 2.15,21      | 890               |                   |
| Puntentotaal |                 |                 | 6370            |              | 6546              |                   |

1Prestatie met rugwind-voordeel; zonder windvoordeel 6,15 896 punten.

## Palmares

### 200 m
- 2008:  NK - 24,61 s

### 100 m horden
- 2010: 7e NK - 14,43 s

### verspringen
- 2007:  NK - 5,91 m
- 2008:  NK - 6,03 m
- 2009:  NK indoor - 6,08 m
- 2010: 5e NK - 5,76 m

### kogelstoten
- 2010:  NK indoor - 15,09 m
- 2010:  NK - 15,33 m
- 2012: 4e NK indoor - 15,00 m

### vijfkamp
- 2009:  NK indoor meerkamp te Apeldoorn - 4405 p
- 2009:  EK indoor - 4644 p

### zevenkamp
- 2007:  NK te Sittard - 6092 p
- 2007:  EK U23 - 6219 p
- 2007: 14e WK - 6102 p
- 2008: 8e OS - 6370 p

## Onderscheidingen
- AU-atlete van het jaar - 2009